# Galápagosi bíborfecske
A galápagosi bíborfecske (Progne modesta) a verébalakúak (Passeriformes) rendjébe, ezen belül a fecskefélék (Hirundinidae) családjába tartozó faj.

## Rendszerezése
A fajt John Gould angol ornitológus írta le 1837-ben.

## Előfordulása
Ecuadorhoz tartozó, Galápagos-szigetek területén honos. Természetes élőhelyei a szubtrópusi és trópusi síkvidéki és hegyi esőerdők, homokos és kavicsos tengerpartok, tavak, sziklás környezetben, valamint városi régiók. Állandó, nem vonuló faj.

## Megjelenése
Testhossza 16 centiméter.

## Életmódja
Rovarokkal táplálkozik.

## Szaporodása
Költését márciusban figyelték meg, fészekalja 2-3 tojásból áll.

## Természetvédelmi helyzete
Az elterjedési területe kicsi, egyedszáma 250-999 példány közötti és csökken. A Természetvédelmi Világszövetség Vörös listáján veszélyeztetett fajként szerepel.